# Kollegal
Kollegāl är en ort i Indien.   Den ligger i distriktet Chamrajnagar och delstaten Karnataka, i den södra delen av landet, 1 800 km söder om huvudstaden New Delhi. Kollegāl ligger 645 meter över havet och antalet invånare är 56 497.
Terrängen runt Kollegāl är platt åt nordväst, men åt sydost är den kuperad. Runt Kollegāl är det ganska tätbefolkat, med 139 invånare per kvadratkilometer. Kollegāl är det största samhället i trakten. Omgivningarna runt Kollegāl är en mosaik av jordbruksmark och naturlig växtlighet.